# Xã Biggsville, Quận Henderson, Illinois
Xã Biggsville (tiếng Anh: Biggsville Township) là một xã thuộc quận Henderson, tiểu bang Illinois, Hoa Kỳ. Năm 2010, dân số của xã này là 552 người.